# Хижак 2
«Хижак 2» (англ. Predator 2) — американський фантастичний фільм жахів 1990 року режисера Стівена Гопкінса, сіквел фільму Хижак. Картина отримала негативні відгуки. Бюджет склав 35 млн. доларів, а у прокаті стрічка зібрала 57 мільйонів. Прем'єра відбулась 21 листопада. Слогани фільму: «Сезон полювання знову відкритий…», «Він у місті для кількох днів убивств», «Цього разу він прибув у інший вид джунглів» та ін..
Фільм розповідає про прибуття Хижака до Лос-Анжелеса у 1997 році, через 10 років після подій у Гватемалі, зображених у першому фільмі франшизи. Космічний прибулець цього разу бере участь у війні поліції і кримінальних угрупувань, винищуючи обидві сторони. Офіцер поліції перемагає небезпечного супротивника у двобої і з'ясовує, що ці прибульці полюють на Землі протягом століть.

## Сюжет
У 1997 році Лос-Анжелес потерпав від спеки та війни між колумбійським і ямайським наркокартелями. Прибулець спостерігав за сутичкою колумбійського картелю і поліції. Лейтенант Гарріган врятував двох своїх бійців, а злочинці сховались у будівлі. Хижак через вікно у стелі потрапив у приміщення і повбивав усіх до того, як у будівлю увійшли полісмени. Гарріган же почав переслідування їхнього лідера і застрелив його на даху, де побачив дивний силует, але вирішив, що це гаряче повітря. У відділку лейтенант отримав догану. Йому також було представлено нового співробітника Дж. Ламберта та спеціального агента Управління по боротьбі з наркотиками П. Кейса, який тепер займався справою картелей.
Вночі ямайські бандити вбили у пентхаусі босса колумбійського картеля, але самі були знищені Хижаком. Гарріган мав чекати на Кейса, проте його поліцейські увірвались сюди. Вони знайшли підвішені до стелі тіла без шкіри. Кейс і наказав їм залишити приміщення. Проте після огляду місця злочину детектив Архулета повернувся аби роздивитись лезо-дротик, що потрапило до вентиляційної шахти. Він був схоплений і убитий Хижаком. Гарріган, переконаний у причетності картелей, відніс дротик до криміналістичної лабораторії, де йому повідомили, що він зроблений з невідомого металлу, якого немає у періодичній таблиці хімічних елементів. Тоді Гарріган зустрівся з Королем Віллі, боссом ямайського картелю і чаклуном вуду. Віллі був переконаний, що убивця — щось надприродне. Коли Гарріган пішов, Хижак убив Віллі і зробив з його черепа трофей.
У вагоні поїзду метро, в якому перебували детективи Ламберт і Кантрелл, відбулась спроба пограбування, проте в усіх пасажирів виявилась зброя. Хижак опинився у вагоні і почав убивати всіх, хто там був. Доки Леона Кантрелл намагалась вивести пасажирів, він убив Ламберта. Леона також потрапила до його рук, але він її не вбив, побачивши за допомогою свого шолома, що вона вагітна. Гарріган почав переслідування прибульця, але натрапив на команду агента Кейса. Кейс розповів Гаррігану, що прагне зловити істоту, яка є космічним прибульцем і з якою люди вже стикались у 1987 в Гватемалі. На м'ясокомбінаті була влаштована засідка, де команда Кейса у костюмах, що не пропускають тепло тіла, мала заморозити Хижака для подальшого вивчення. План не вдався, оскільки Хижак, щоб побачити людей, використав сканування у хвилях різної довжини. Гарріган вирушив на допомогу, але прибулець вже вбив всіх окрім Кейса.
Гарріган вступив у сутичку, в результаті якої Хижак втратив свій шолом. Тоді прибулець вбив Кейса за допомогою метального диска-чакрама і втік на дах будівлі. Гарріган наздогнав його там і продовжив бій. Хижак вирішив активувати пристрій самознищення, але лейтенант використав його диск і розрубав прилад, відрізавши руку іншопланетянина. Той потрапив до квартири сусіднього будинку, де використав аптечку. Гарріган продовжив переслідування і потрапив на корабель Хижака, що знаходився у підземеллі. За малюнками і написами він зрозумів, що ці прибульці полюють на Землі протягом тисячоліть. Також він виявив черепи людей, динозаврів та іншопланетян, зокрема Чужого. Бій продовжився і Гарріган вбив супротивника диском. Тепер його оточили інші такі самі прибульці. Вони забрали тіло товариша, а їх лідер з мечем передав лейтенанту пістоль з написом «Рафаель Адоліні 1715». Гарріган залишив корабель і той полетів. В цей час прибув Гарбер з команди Кейса, проте було вже пізно.

## Акторський склад
- Денні Гловер — лейтенант поліції Майк Гарріган
- Гері Б'юзі — спеціальний агент Пітер Кейс
- Марія Кончіта Алонсо — детектив Леона Кантрелл
- Рубен Бладес — детектив Денні Арчулета
- Білл Пекстон — детектив Джеррі Ламберт
- Келвін Локхарт — Король Віллі
- Мортон Дауні (молодший) — журналіст Тоні Поуп
- Адам Болдуін — Гарбер
- Ельпідія Каррільйо — Анна Гонсалвес
- Кевін Пітер Голл — Хижак, войовничий іншопланетний мисливець, який використовує шолом для бачення у різних спектрах, активний камуфляж та високотехнологічне обладнання і зброю: наручні леза, наплічний та наручний плазмові бластери, телескопічний спис, розсувний чакрам, сітки, дротики; інших хижаків зіграли баскетболісти Лос-Анджелес Лейкерс